# Із днів журби
«Із днів журби» — збірка поезій українського письменника Івана Франка. Видана у 1900 році. До неї увійшли ліричні цикли «Із днів журби», «Спомини», «В плен-ері» та дві поеми «Іван Вишенський» і «На Святоюрській горі».

## Тематика збірки
Збірка передає складні переживання автора, зумовлені об'єктивними труднощами у здійсненні задуманої громадської програми, а також болісними перипетіями в особистому житті.   

## Зміст збірки
У збірці «Із днів журби» зібрано все, що з тих чи інших міркувань не ввійшло до попередніх збірок.
| - «День і ніч сердитий вітер» - «В парку є одна стежина» - У парку - «Коли часом в важкій задумі…» - «Де я не йду, що не почну…» - «Не можу забути!» - «Вже три роки я збираюсь» - «Безсилля, ах! Яка страшная мука» - «Недовго жив я ще, лиш сорок літ…» - «І знов рефлексії! Та цур же їм!» - «Я поборов себе, з корінням вирвав з серця» - «З усіх солодких, любих слів…» |  |  | - «Я згадую минулеє життя…» - «Заким умре ще в серці творча сила…» - «О, бо і я зазнав раз щось такого» - «П'ятнадцать літ минуло. По важкій» - «Маленький хутір серед лук і нив…» - «В село ходив. Душа щемить і досі…» - «Ось панський двір! На згір'ї край села…» - «Найгірше я людей боявсь тоді…» - «Привіт тобі, мій друже вірний, гаю…» - Розмова в лісі - «Я побачив її — не в зеленом садку» - «Я не скінчу тебе, моя убога пісне» |  |  | - «Мамо-природо!" - «По коверці пурпуровім…» - «Ходить вітер по житі» - «Суне, суне чорна хмара…» - «У долині село лежить…» - «Ой, ідуть-ідуть тумани» - «Над великою рікою» - «Дрімають села. Ясно ще» - «Ніч. Довкола тихо, мертво» - ШКОЛА ПОЕТА (За Ібсеном) |